# Grégory Saint-Géniès
Grégory Saint-Géniès (* 23. Mai 1977 in Maisons-Alfort) ist ein französischer Skeletonfahrer.
Grégory Saint-Géniès lebt in Limeil-Brevannes. Er betreibt Skeleton seit 2000 und gehört seit 2002 dem französischen Nationalkader an. Er wird von Tristan Gale, Philippe Cavoret und Yann Morisseau trainiert. Sein erstes Skeleton-Europacuprennen bestritt er im November 2000 in Igls (31.). Zwei Jahre später debütierte er als 30. in Calgary im Rahmen des Skeleton-Weltcups. Seinen bislang größten internationalen Erfolg bei einem Großereignis erreichte Saint-Géniès bei der Skeleton-Europameisterschaft 2003, wo er in St. Moritz Achter wurde. Das Rennen war zugleich ein Weltcuprennen, in dem er 15. wurde und sein bestes Ergebnis im Rahmen dieses Wettbewerbs erreichte. Kurz darauf nahm er mit weniger Erfolg (21.) auch an seiner ersten Skeleton-Weltmeisterschaft in Nagano teil. Größter Erfolg der bisherigen Karriere des Franzosen wurde der Sieg in der Gesamtwertung des Europacups 2006/07. Zudem wurde er 2007 erstmals französischer Meister, nachdem er schon mehrfach Zweiter und Dritter war, jedoch Philippe Cavoret nie besiegen konnte. Nächster großer Erfolg wurde der Gewinn der Gesamtwertung des Skeleton-America’s-Cup der Saison 2008/09. Saint-Géniès war damit der erste Europäer, der diese Rennserie für sich entscheiden konnte.